# Ленстер рагби
Ленстер рагби (енгл. Leinster Rugby) је професионални ирски рагби јунион тим из Даблина који учествује у Про 12. Ленстер рагби је рагби тим који представља провинцију Ленстер. Ленстер је један од најславнијих рагби јунион тимова на свету, 4 пута је освајао Про 12, 3 пута титулу шампиона Европе и једном челинџ куп. Боја Ленстера је плава, а капитен је искусни ирски репрезентативац Џејми Хејслип, који игра на позицији чеп (енгл. Number 8). Многи познати рагбисти су играли за овај тим, међу њима Брајан О'дрискол, Фелипе Контепоми, Лоти Тукири, Бред Торн, Фергус Слетери... Најбољи поентер у историји тима је Фелипе Контепоми са 1225 поена, Шејн Хорган је први по броју постигнутих есеја - 69, а највише наступа за Ленстер има Гордон Д'Арси - 257.
- Про 12

- Шампион (4) : 2002, 2008, 2013, 2014.
- Вицешампион (4) : 2006, 2010, 2011, 2012.

- Куп европских шампиона у рагбију

- Освајач (3) : 2009, 2011, 2012.

- Куп европских изазивача у рагбију

- Освајач (1) : 2013.

Први тим
Иса Нацева
Роб Керни
Фергус Мекфаден
Дејвид Керни
Лук Фицгералд
Бен Те'о
Коли О’Шеа
Ијан Мадиган
Џонатан Секстон
Исак Бос
Џејми Хејслип - капитен
Џош Ван Дер Флиер
Доминик Рајан
Џорди Марфи
Ден Леави
Девин Тонер
Том Дентон
Мајк Рос
Ијан Хирст
Циан Хили
Ед Бирн
Мајкл Бент
Ерон Дундон
Шин Кронин
Брајан Бирн